# Prämonstratenserstift St. Marien auf dem Harlungerberg

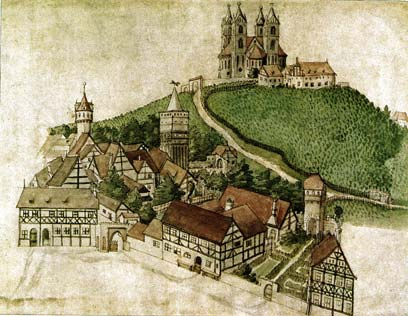
Die Marienkirche auf dem Harlungerberg auf der ältesten Stadtansicht Brandenburgs von 1582. Aus: Otto Tschirch, Geschichte der Chur- und Hauptstadt Brandenburg 1928, Bd. 1

Das Prämonstratenserstift St. Marien auf dem Harlungerberg (auch Prämonstratenser-Chorherrenstift „Unser Lieben Frauen“ auf dem Berge, oder Marienstift oder Bergstift) war ein Chorherrenstift des Prämonstratenserordens auf dem Harlungerberg (Marienberg) in der Nähe der Altstadt Brandenburg. Es wurde 1435 vom brandenburgischen Kurfürsten Friedrich I. gegründet und 1543 aufgelöst.
Die Marienkirche auf dem Harlungerberg war im Hoch- und Spätmittelalter ein zeitweise überregional bedeutender Wallfahrtsort. Das Marienstift war im 15. und Anfang des 16. Jahrhunderts ein wichtiger Kreditgeber für Adlige der näheren Umgebung und konnte auch einen, allerdings kleineren grundherrschaftlichen Streubesitz in der Zauche und im Havelland erwerben. 1543 wurde das Marienstift säkularisiert und zunächst verpfändet. Später wurde es vom Landesherrn zurückerworben, der grundherrschaftliche Stiftsbesitz auf verschiedene landesherrliche Ämter aufgeteilt.
Von der Kirche und den Stiftsgebäuden hat sich oberirdisch nichts erhalten, das Gelände ist heute teilweise Park, aber auch teilweise bebaut.

## Die Marienkirche auf dem Harlungerberg
Eine erste Marienkirche auf dem Harlungerberg wurde an der Stelle eines slawischen Heiligtums, in dem der Gott Triglav verehrt wurde, zwischen 1150/1160 errichtet. Die Triglav-Figur wurde noch bis 1526 in der Kirche aufbewahrt und symbolisierte den Sieg des Christentums über die heidnische Gottheit. 1165/66 wurde die Marienkirche von Markgraf Albrecht dem Bären dem Domkapitel in Brandenburg geschenkt. Die Kirche wurde vor der Gründung des Stifts von einem Priester ohne eigenen Pfarrbezirk betreut, der dem Domkapitel unterstand und von diesem bestellt wurde. Schon im 12. Jahrhundert entwickelte sich die Marienkirche durch ein angeblich wundertätiges Marienbild zur Wallfahrtsstätte, die überregionale, ja deutschlandweite Bedeutung erlangte. Die Geldspenden der Wallfahrer flossen anscheinend so reichlich, dass das Domkapitel sich vor 1222 zu einem prächtigen Neubau entschloss. Um für den Bau einen größeren finanziellen Spielraum zu bekommen, genehmigte Papst Honorius III. einen Ablass über 20 Tage für Wallfahrer, die die Bergkirche an Mariä Geburt (8. September) besuchten und eine Spende für den Kirchenbau machten. Die Marienkirche verlor aber in den folgenden 200 Jahren immer mehr an Anziehungskraft. Andere Wallfahrtsstätten gewannen dafür immer mehr Pilger, so Wilsnack, die Kirche in Neukammer bei Nauen und Anfang des 15. Jahrhunderts auch Tremmen. Dies führte 1362 sogar zu einem Streit zwischen dem Nauener Magistrat und dem Domkapitel zu Brandenburg. Das Domkapitel beanspruchte nämlich einen Teil der Spenden der Pilger für sich. Zwar besaß das Domkapitel das Patronat, doch durften auch Bettelorden in der Marienkirche predigen und Spenden sammeln. Auch hier gab es Konflikte zwischen Domkapitel und Bettelorden, die 1380 mit einer Gottesdienstordnung geregelt wurden. Anfang des 15. Jahrhunderts war die Marienkirche auf das Niveau eines regionalen Wallfahrtsortes herabgesunken. Die Gründung des Stifts auf dem Harlungerberg erfolgte daher in erster Linie, um den weiteren Niedergang des Wallfahrtswesens aufzuhalten und die Marienverehrung wieder zu beleben (und damit verbunden natürlich auch die Steigerung der Geld- und Opferspenden).

## Gründungsgeschichte und Aufgaben
Der brandenburgische Kurfürst Friedrich I. bestätigte am 25. September 1435 die Stiftsordnung, die der Propst des brandenburgischen Domkapitels Peter von Klitzing und das Domkapitel ausgearbeitet hatten. Durch kanonische Stundengebete und Lobgesänge sollte die Verehrung der heiligen Muttergottes in der Marienkirche auf dem Harlunger Berg sichergestellt werden und die Wallfahrten wieder belebt werden.
Nach den Statuten des Stifts war die Hauptaufgabe der Stiftsherren das Lesen täglicher Messen, das Stundengebet und das Marienlob in der Stiftskirche St. Marien auf dem Berge. Nicht zu ihren eigentlichen Tätigkeiten gehörten dagegen Predigten und die Seelsorge für Laien. Da jedoch die Stiftsherren auch die Aufgaben des vor der Stiftsgründung hier tätigen Pfarrers übernahmen, ist anzunehmen, dass sie zumindest an den Feiertagen auch die Messen für die Wallfahrer und Besucher lasen und zu ihnen predigten. Auf dem Kirchenvorplatz ist für 1545 eine steinerne Kanzel belegt. 
Die Erstausstattung des Stifts, das Patronat der Kirche in Rathenow und ein Weinberg vor der Altstadt Brandenburg, war aber sehr dürftig. Die Einkünfte dürften daher kaum für die ersten sechs Stiftsherren ausgereicht haben, d. h. das Stift war auf Spenden der Kirchenbesucher angewiesen. Durch weitere Schenkungen kam das Stift auch zu einem bescheidenen Grundbesitz. Anscheinend flossen vor allem Opfergelder und Spenden der Wallfahrer reichlich, denn das Marienstift war in der 2. Hälfte des 15. Jahrhunderts bis Anfang des 16. Jahrhunderts ein nicht unbedeutender Kreditgeber für Adlige und Bürger der näheren Umgebung.
1440 gründete Markgraf Friedrich II. die Adelsgesellschaft Unser Lieben Frauen, auch Schwanenorden genannt, und siedelte die Gesellschaft im Stift auf dem Harlunger Berg an. Anliegen des Markgrafen war sicher nicht nur die Förderung der Marienverehrung und Förderung des Stifts, sondern auch die Eindämmung des Fehdewesens und die Integration der aus Franken in die Mark Brandenburg gekommenen Adligen. Das kultische Zentrum des Schwanenordens war in einer eigens an die Marienkirche angebauten Kapelle. Die Mitglieder waren viermal im Jahr zu Geldzahlungen an die Stiftsherren verpflichtet. Auch dadurch verbesserte sich die wirtschaftliche Situation des neuen Stifts. Die Stiftsherren verwalteten auch die Kasse der Ordensgesellschaft. 1443 erhielt das Stift eine deutliche Aufwertung mit der Gleichstellung zum Domkapitel, der Vorsteher war nun nicht mehr nur Dekan, sondern wurde nun Propst genannt.

## Stellung innerhalb des Prämonstratenserordens
Das Marienstift hatte durch den brandenburgischen Kurfürsten die gleichen Rechte und Freiheiten wie das Domstift Brandenburg erhalten. 1442 erhielt es vom Abt von Prémontré und dem Generalkapitel des Prämonstratenserordens die Gleichstellung mit den übrigen Prämonstratenserstiften. Das Marienstift gehörte der Sächsischen Zirkarie des Prämonstratenserordens an und schloss sich der Reformbewegung der strengen Observanz innerhalb des Prämonstratenserordens an. Es war von der Zahlung von Jahresbeiträgen befreit, da diese bereits in den Beiträgen des Domstifts enthalten seien. 1443 erlangte das Marienstift auch die Gleichstellung mit dem Domstift, die sich dadurch äußerte, dass der Vorsteher nun zum Propst aufgewertet wurde, den die Stiftsherren selber wählten. Das Recht auf die Bestätigung der Propstwahl sowie das Aufsichts- und Visitationsrecht verblieben weiterhin beim Domkapitel. Über das Aufsichts- und Visitationsrecht kam es 1451 zwischen Domstift und Marienstift zum Streit, da das Marienstift der strengen Observanz angehörte, das Domstift dagegen nicht. Kurfürst und Bischof von Brandenburg entschieden gemeinsam, dass das Aufsichts- und Visitationsrecht zwar beim Domstift verblieb, der Dompropst aber die Visitation nur in Begleitung von zwei Pröpsten der strengen Observanz des Prämonstratenserordens vornehmen dürfe. Die Stifte und Klöster der Sächsischen Zirkarie versammelten sich alle drei Jahre. Die Kapitel wurden vom Stift regelmäßig (zumindest von 1466 bis 1493 nachweislich) besucht. 1490 beschloss das Triennalkapitel der Sächsischen Zirkarie in einem Unionsbrief u. a. auch einen Solidaritätsbeitrag, der von allen Klöstern und Stiften der Sächsischen Zirkarie zu leisten war. Dabei wurde festgestellt, dass das Marienstift keinen Siegelberechtigten geschickt hatte. Dies wurde anscheinend bis zur nächsten Kapitelversammlung 1493 nachgeholt. Das Marienstift verweigerte jedoch die Zahlung des Solidaritätsbeitrags mit der Begründung, dass es 1442 von der Zahlung von Beiträgen befreit worden sei. Das Kapitel beschloss, dass das Marienstift den Privilegierungsbrief von 1442 vorlegen müsse, und vertagte die Entscheidung auf die nächste Kapitelversammlung 1496. Anscheinend hatte das Marienstift keinen Vertreter zur Versammlung 1496 geschickt, denn das Kapitel beschloss, dass das Marienstift sich nicht auf das Privileg von 1442 berufen könne, da es den Unionsbrief der Sächsischen Zirkarie bereits ratifiziert habe. Das Marienstift wurde zur Zahlung des Solidaritätsbeitrags unter Androhung der Exkommunikation verpflichtet. Leider ist der Ausgang des Streites nicht überliefert. Jedenfalls scheinen die Beziehungen zwischen der Sächsischen Zirkarie und dem Marienstift damit abgebrochen zu sein.

## Struktur des Konvents und Ämter
1435 gab es einen Dekan und fünf Stiftsherren. Der Titel Dekan für den Vorsteher des Stifts wird als Hinweis auf die rechtliche Abhängigkeit vom Domstift Brandenburg gewertet. Die ersten Stiftsherren gehörten vorher dem Brandenburger Domkapitel an. Erst 1443 wurde es selbständiges Prämonstratenserstift. Nun sind auch die Ämter eines Propstes und eines Priors nachgewiesen, Ehrentitel Senior (Stiftsältester). Die Stiftsverwaltung wurde 1504 vom Bürgermeister und einem Richter der Altstadt wahrgenommen.

## Konventsgebäude
Das Stift entstand in unmittelbarer Nähe zur Marienkirche, die schon vor Gründung des Stifts von mehreren Gebäuden umgeben war. Vermutlich wurden diese nur umgebaut und/oder erweitert. Von den Konventsgebäuden hat sich nichts erhalten.

## Besitzgeschichte
Zur Grundausstattung bei seiner Gründung gehörte nur ein Weinberg vor der Altstadt Brandenburg und das Kirchlehen der Pfarrkirche St. Marien und Andreae in Rathenow. Die Wallfahrten zur Marienkirche sollten die Haupteinnahmen des Stifts einbringen. In der Folge konnte das Stift noch einigen Besitz erwerben. Vier Dörfer waren zur Zeit der Säkularisation im Vollbesitz des Stiftes. Die große Mehrheit waren jedoch grundherrschaftliche Renten aus einzelnen Hufen, Wiesen, Mühlen. Anscheinend brachten Spenden von Wallfahrern und Schenkungen erhebliche Geldmittel ein, die die Stiftsherren als Darlehen an Adlige und Bürgerliche der näheren Umgebung gegen Geld- und Naturalrenten vergaben. Die Einnahmen aus den an die Stiftsherren verpfändeten Gütern machten einen erheblichen Anteil der Einnahmen aus. Leider ist die Besitzgeschichte oft schlecht dokumentiert, so dass Erwerb oder auch Verlust einzelner Besitzungen oder Renten urkundlich nicht fassbar sind. Unerklärlich sind auch konträre Angaben zur Besitzgeschichte im Klosterbuch und im Historischen Ortslexikon.

### Grundrenten und Grundbesitz
Die einzelnen Besitzungen des Marienstift werden hier in alphabetischer Reihung abgehandelt.
- Altstadt Brandenburg. Der Stiftsherr Ludwig Mützelitz, Sohn des Brandenburger Bürgers Heinrich Mützelitz, erbte von seiner Mutter einen Weinberg bei der Altstadt Brandenburg. Zwar kam es darüber zum Familienstreit, den schließlich sogar der Kurfürst entschied, jedoch scheint das Stift diesen Weinberg tatsächlich erhalten zu haben. Insgesamt hatte das Stift 1543 fünf Weinberge bei Brandenburg, deren Erwerbsgeschichte nicht im Detail geklärt ist. 1443 erhielt das Stift eine jährliche Geldrente von 100 Gulden vom Dompropst Peter von Klitzing in der Altstadt Brandenburg. Die 100 Gulden stammten aus Einkünften, die das Domstift in der Altstadt Brandenburg erworben hatte.
- Butzow. 1440 erhielt das Stift für ein Darlehen von elf Schock Groschen einen Jahreszins in Höhe von neun Scheffeln Roggen und neun Scheffeln Gerste von den Brüdern Johann und Kuno von Brandenburg. Weiterhin waren in diesem Jahreszins enthalten jeweils ein Viertel der Krugeinnahmen (in Höhe von 2½ Groschen), des Kannenzins (13 Groschen), des Gerichts, des Zehnten und der Rauchhühner. Am 5. August 1499 erhielten die Stiftsherren das Patronat der St.-Peter-und-Paul-Kirche in Butzow. 1518 erhielten sie für 692 Gulden und 30 Groschen das gesamte Dorf vom damaligen markbrandenburgischen Kurfürsten Joachim I. als Pfand. 1520 verkaufte Joachim I. das Dorf aber dann an das Domkapitel für 992 Gulden und 30 Groschen und löste damit das Pfand wieder aus. 1530 nahm Andreas Roch/Rauch ein weiteres Kapital von 100 Gulden vom Stift auf, für das er als Sicherheit 1 Wispel Roggen und 18 Scheffel (halb Roggen und halb Gerste) von einem Einhufen-Hof in Butzow einsetzte. Dieser Zins ging 1549 an Anton von Warburg über.
- Döberitz. Das Dorf wurde 1472 von Gelfert Toyse an das Stift verkauft. Der brandenburgische Kurfürst Albrecht Achilles verlieh Döberitz nun an das Stift mit allen Abgaben, der niederen und höheren Gerichtsbarkeit, dem Kirchenpatronat und einem beim Dorf liegenden Weinberg.[Anmerkung 1]
- Falkenrehde. Das Dorf war überwiegend in Adelsbesitz. 1471 kaufte das Stift hier das Kirchenpatronat und einen Hof mit vier Hufen vom Prämonstratenserstift in Jerichow für 10 Gulden und 100 Schock Groschen. Einen Teil der Einkünfte des Kirchlehens in Höhe von zwei Wispel Roggen übertrug Bischof Arnold von Brandenburg auf Bitten des Propstes der Propstei des Marienstifts. Nach der Auflösung des Stifts kam das Patronat an den Landesherrn, die vier Hufen gingen in Adelsbesitz über. 1495 nahm der in Falkenrehde ansässige Benedictus Dierecke ein Darlehen von 12 Gulden beim Stiftsherrn Valentin Schüler auf. Er stellte sein Wohnhaus und seinen Dreihufen-Hof als Pfand und bezahlte einen Jahreszins von 1 Gulden. Nach dem Tod des Stiftsherrn sollte der Zins dann an das Stift bzw. an die dort gepflegten Kranken fallen.
- Gränert. Die Holzung Gränert und die nahe dabei gelegene Wüstung Derentin sowie den Großen Wusterwitzer See erhielt das Stift 1440 von Dompropst Peter von Klitzing mit Zustimmung von Domkapitel und Bischof Stephan als Geschenk. Das Domkapitel hatte diese Güter 1387 als Entschädigung für Kriegsschäden vom Domkapitel in Magdeburg erhalten, allerdings auf Wiederkauf. 1440 konnte das Domkapitel diese Güter für 1500 Taler, die durch Spenden aufgebracht worden waren, endgültig erwerben. Der heutige Wohnplatz Gränert der Stadt Brandenburg an der Havel ist eine jüngere Gründung.
- Kunersdorf. Kunersdorf war ein im Zuge der deutschen Ostsiedlung um 1200 angelegtes Dorf, das schon im 15. Jahrhundert wieder wüst gefallen war. Die wüste Feldmark Kunersdorf war 1447 vom Stift bzw. dessen Propst Johann Heyse von einem Vorbesitzer namens Otto Schere für 80 Schock Groschen erworben worden. Zu diesem Besitzkomplex gehörten aber auch die Fischereirechte im Seddiner See sowie ein Hof in Seddin mit vier Hufen und die Abgaben von neun Kunersdorfer Hufen, die von Bauern in Wildenbruch und Michendorf bewirtschaftet wurden. Nach der Säkularisation des Stifts war das Dorf bzw. die Feldmark zunächst im Pfandbesitz des v. Warburg; danach wurde es zur Verwaltung an das Amt Saarmund überwiesen. Der Ort ist heute der Wohnplatz Försterei Kunersdorf in der Gemeinde Seddiner See.
- Lehnmark. Wahrscheinlich handelt es sich nur um einen Flurnamen, denn bereits das Landbuch von 1375 beschreibt diese Lokalität als est ibi ager, qui dicitur Lenmark (es ist dort ein Acker, genannt die Lehnmark). Es wäre aber auch denkbar, dass es sich um den letzten Rest eines früh wüst gefallenen Dorfes handelt, dessen eigentlicher Name nicht mehr bekannt ist. Die Lehnmark wird vom Historischen Ortslexikon am Westende des Seddiner Sees lokalisiert. 1483 bot Balthasar von Schlieben die zehn Hufen umfassende Feldmark als Pfand für ein Darlehen des Stifts. Wegen einer Hufe kam es 1492 zu einem Vergleich zwischen Balthasar von Schlieben und dem Stift. Anscheinend hatte Balthasar von Schlieben Teile der Lehnmark aber schon vorher verpfändet. 1510 klagte nämlich der Brandenburger Bürger Antonius Richter vor dem Kurmärkischen Kammergericht gegen die Erben des Balthasar von Schlieben, Veit von Schlieben und seine Vettern und erhielt tatsächlich 4½ Hufen zugesprochen. Dadurch hatte sich natürlich der Pfandwert der Lehnmark erheblich vermindert und nun klagte Valentin Schüler, Propst des Stifts, nun seinerseits gegen den bzw. die Erben des Balthasar von Schlieben vor dem Kammergericht. Der Ausgang des Prozesses ist nicht bekannt. Vermutlich erhielt das Stift sein Geld zurück, denn später ist die Lehnmark nicht mehr unter den Besitzungen des Stifts verzeichnet. Der heutige Wohnplatz Lehnmarke der Gemeinde Michendorf liegt nicht an der Stelle der mittelalterlichen-frühneuzeitlichen Lehnmark.
- Lienewitz. Es handelt sich ursprünglich um zwei mittelalterliche Dörfer; Hohenlienewitz lag am Südufer des Großen Lienewitzsees, Niederlienewitz am Nordufer. 1444 verkauften Achim und Otto von Hake die wüsten, bereits bewaldeten Feldmarken, die Fischereien, Wiesen mit allem Zubehör sowie drei Seen und die Fischereirechte an den Propst des Domkapitels in Brandenburg Peter von Klitzing. Dieser schenkte die Erwerbungen dem Stift auf dem Harlungerberg. Gegen diesen Verkauf legten Hans und Tile von Seyeser (Ziegesar) aus Neuendorf bei Brück Einspruch ein, denn sie waren durch Sachsen mit der Feldmark Lienewitz belehnt worden. In einem Vertrag von 1445 zwischen dem Kurfürsten von Sachsen Friedrich II. und dem brandenburgischen Kurfürsten Friedrich II. verzichtete Sachsen auf die Lehnshoheit. Hans und Tile von Ziegesar traten daraufhin 1445 ihre Ansprüche gegen eine Zahlung von 100 Schock Meißner Groschen an das Stift ab. Auch diese Zahlung übernahm das Domkapitel. Der heutige Wohnplatz Lienewitz der Gemeinde Michendorf entstand als Teerofen Anfang des 18. Jahrhunderts.
- Markau. In Markau gehörten dem Stift acht Hufen, die pro Hufe jährlich neun Groschen einbrachten. Der Zeitpunkt des Erwerbs ist nicht bekannt, möglicherweise wurden sie 1443 erworben.
- Pessin. Für ein Darlehen in Höhe von 100 Gulden überließ Dietrich von Rochow 1461 dem Marienstift einen Jahreszins von 6 Pfund Pfennige aus der Urbede von Pessin. Das Marienstift besaß hier 1460 noch weitere Pfandgüter im Wert von 200 Gulden. 1496 trat es diese Pfandgüter an das Domkapitel ab.
- Plaue. Anscheinend hatten die von Waldenfels in Plaue Schulden beim Stift, das Warum ist nicht geklärt, jedoch wurde den von Waldenfels das Vorwerk zu Plaue auf kurfürstliche Entscheidung unter Zwang an das Stift verpfändet. Möglicherweise gehörte dazu auch der Adamswerder in der Havel, der allerdings erst 1549 als ehemaliger Stiftsbesitz belegt ist.
- Pritzerbe. Noch vor 1484 erhielt das Stift die Fischereirechte in einem Abschnitt der Havel bei Pritzerbe aus der Erbschaft des Stiftsherrn Nikolaus Regenbogen.
- Rathenow. Das Kirchlehen der Pfarrkirche St. Marien und Andreae in Rathenow gehörte zur Grundausstattung des Marienstifts. Aus der Erbschaft des Nikolaus Regenbogen fiel dem Stift ein Weinberg bei Rathenow zu. Allerdings kam es mit dem Rathenower Bürger Simon Bukow zum Streit über diese Erbschaft, dessen Schlichtung das Stift zehn Schock Groschen kostete.
- Rotscherlinde. Andreas von Roch, ein Lehensmann der von Rochow verpfändete 1530 dem Marienstift einen Jahreszins in Höhe von zwei Wispel Roggen in Rotscherlinde.
- Saaringen. Am 1. Mai 1438 erwarb der Dekan des Stifts für 70 Pfund Pfennige eine Wiese bei Saaringen von den Brüdern Christian, Claus und Hans Buchholz. 1543 warf diese Wiese einen Jahreszins von 6 Groschen ab.
- Schlammsdorf. Das mittelalterliche Dorf Schlammsdorf, etwa zwischen Markau, Etzin und Wernitz gelegen, fiel schon im 14. Jahrhundert wüst. 1393 wurde die Kirche des wüsten Dorfes von Räubern bestohlen und zerstört. Dorf und Kirche wurden nicht mehr aufgebaut. Die Hufen wurden nun von den Bauern der umliegenden Dörfer bewirtschaftet. 1443 erhielt das Stift eine Hufe auf der wüsten Feldmark vom Domkapitel als Geschenk (zusammen mit dem Dorf Wernitz). 1456 kaufte das Stift noch zwei Hufen und zwei Wöhrden von Andreas Schmidt, Bürger der Neustadt Brandenburg. Die wüste Feldmark Schlammsdorf war später im Besitz der von Bredow auf Bredow und Markau[Anmerkung 2].
- Seddin. Als Propst Johann Heyse die wüste Feldmark Kunersdorf 1447 Otto Schere für 80 Schock Groschen kaufte, gehörte dazu auch die Fischerei im Seddiner See und ein Wirtschaftshof in Seddin mit vier Hufen, vermutlich das Schulzengut. Wegen der Grenzen von Kunersdorfer und Beelitzer Heide gab es Streit mit der Stadt Beelitz, der 1463 beigelegt wurde. Was mit diesem Gut nach der Säkularisation geschah, ist nicht bekannt. 1570 ist der Wirtschaftshof in Seddin jedenfalls im Besitz der Stadt Beelitz.
- Tieckow. Wann das Stift das Dorf Tieckow erhielt, lässt sich urkundlich nicht festmachen. Das Dorf gehörte ursprünglich dem Bischof von Brandenburg und war seit 1317 dem Domkapitel auf der Burginsel verpfändet. Seebacher und Gahlbeck bringen den Erwerb Tieckows mit einer fragmentarischen Urkunde von 1443 in Zusammenhang, in der aber die übertragenen Dörfer nicht mehr lesbar sind. Nach dem Historischen Ortslexikon soll das Dorf 1518 „wahrscheinlich wüst“ gewesen sein. 1518 wurde die Kirche neu errichtet, und 1543 betrugen die Einnahmen des Stifts pro Hufe 16 Scheffel Roggen und Hafer sowie sechs Hühner. Das lässt entweder darauf schließen, dass das Dorf in dieser Zeit doch nicht wüst war, oder die Feldmark wurde von Bauern eines Nachbardorfs bewirtschaftet. 1580 wird nur noch ein Pachtschäfer und seine Knechte genannt.
- Wernitz. Der Brandenburger Dompropst Peter von Klitzing und das Domkapitel kauften 1443 einen ersten, großen Anteil an Wernitz, und zwar 18 Hufen von Sigmund von Knobloch (oder Knoblauch) und fünf Hufen von Otto Melese und Hans Britzke. Dazu gehörte die höhere und niedere Gerichtsbarkeit, die Dienste und Abgaben der Bauern und möglicherweise auch das Kirchenpatronat, dessen Besitz aber erst 1541 nachgewiesen ist. Anscheinend waren die Bewohner des Dorfes sehr arm, denn der Markgraf befreite sie vom Mühlenzwang, einem Teil der Wagendienste (Heufuhren) und Einlagerungen (?). Ein kleiner Teil der Abgaben (neun Stück Geldes) war 1455 noch im Besitz von Hermann und Dencke von Bardeleben in Satzkorn; das Stift konnte diesen Anteil in besagtem Jahr erwerben[Anmerkung 3]. 1549 wurde es dem Anton von Warburg verpfändet; seine Einnahmen betrugen damals neun Wispel Roppen, neun Wispel Gerste, acht Scheffel Hafer und 20 Hühner. Noch vor 1555 war Wernitz in den Besitz der von Bredow in Bredow und Markau übergegangen.
- Wildenbruch. 1466 kaufte das Stift das Patronat der Kirche in Wildenbruch von Dietrich von Rochow.
- Wustermark. 1483 hatte das Stift hier von Balthasar von Schlieben gegen ein Darlehen drei Hufen und einen Jahreszins von 4½ Wispel Korn (je zur Hälfte Roggen und Gerste) als Pfandbesitz bekommen. Das Dorf war Zubehör zur Burg Spandau, jedoch hatten hier zahlreiche Adelsfamilien und Institutionen Einkünfte. Vermutlich wurde das Pfand wieder eingelöst, denn dieser Besitztitel taucht 1543 nicht mehr unter den Einkünften auf.
- Zeestow. 1440 lieh sich Kuno von Rosenberg 80 Schock Groschen und überließ dem Stift dafür eine Jahresrente von zwei Wispel Roggen und drei Wispel Gerste von einem Hof in Zeestow.

### Geldrenten
Nur zehn Jahre nach seiner Gründung trat das Marienstift schon als Kreditgeber an den Kurfürsten und an Adlige der Umgebung auf. 1446 versetzte Kurfürst Friedrich II. für eine unbekannte Summe Geldes einen jährlichen Zins von 10 Wispel Roggen und 6 Wispel Malz aus der Mühlenpacht in der Neustadt Brandenburg. 1548 versetzte ihnen der Kurfürst gegen eine nicht genannte Summe Geldes 10 Wispel Roggen und 7 Wispel Malz aus der Mühlenpacht in Spandau. Und 1459 erhielt das Stift für einen Kredit in Höhe von 1.600 Gulden einen Jahreszins von 34 Schock Groschen aus der Urbede von Eberswalde. 
1504 erhielt das Stift eine größere Erbschaft vom Plauener Bürger Nickel Tharandt in Höhe von 1.150 Rheinische Gulden an Geldrenten aus Verpfändungen der Familie von Waldenfels in Plaue. Die von Waldenfels weigerten sich jedoch, die Ansprüche des Stifts anzuerkennen. Daraufhin kam es zu einem mehrjährigen Prozess, der sogar mit der zeitweiligen Exkommunikation der von Waldenfels gipfelte. Ein von Kurfürst Joachim I. eingesetztes Schiedsgericht entschied zugunsten des Stifts. Das einzige Zugeständnis an die von Waldenfels war ein Zahlungsaufschub bis in die Jahre 1516 und 1517. Mit dieser Erbschaft kamen an das Stift ein Jahreszins von 18 Gulden aus der Mühlenpacht in der Neustadt Brandenburg, ein Getreidezins aus einem Hof in Bahnitz, Einkünfte aus Plaue und Einkünfte aus der Fischerei in der Havel und den Gewässern um Plaue.
Ebenfalls im Jahre 1504 erhielten die von Waldenfels in Plaue Kredite vom Marienstift, für die sie jährliche Zinsen in Höhe von 3 Schock Groschen bezahlten und einen Jahreszins von einem Wispel Getreide aus der Mühlenpacht in der Neustadt Brandenburg. Im selben Jahr erhielten die von Waldenfels einen weiteren Kredit in Höhe von 60 Schock Groschen, für den sie dem Marienstift einen Jahreszins von vier Wispel Korn aus einem Hof in Bahnitz abtraten.
Die Neustadt Brandenburg hatte Güter im Wert von 300 Gulden an das Stift verpfändet. 1496 tauschte das Marienstift diese Pfandgüter gegen die Einkünfte aus den Opfergeldern in der Marienkirche, die an Mariä Geburt und Michaelis eingingen. Diese standen traditionell dem Domkapitel zu. 1543 ging jedoch immer noch ein Jahreszins von 32 Gulden aus der Neu- und Altstadt Brandenburg an das Stift. 
Die von Dierecke, die von Werder und die von Knoblauch bezahlten 1460 für ein Darlehen von 36 Schock Groschen einen jährlichen Zins von 6 Pfund Pfennige.
1543 erscheint im Einnahmeregister schließlich noch ein Jahreszins in Höhe von drei Groschen aus Klein Kreutz, vermutlich aus einer Verpfändung.

## Wirtschaft
Die Einkünfte des Stifts setzten sich aus den Opfergeldern und Spenden der Wallfahrer und Kirchenbesucher und den Geld- und Naturalrenten sowie auch den Beiträgen der Mitglieder des Schwanenordens zusammen. Die Einkünfte aus dem Grundbesitz dürften deutlich geringer gewesen sein als die Einkünfte aus der Geld- und Rentenwirtschaft. Schon sehr früh hatte das Stift genügend Barmittel erwirtschaftet (und geschenkt bekommen), dass es Kreditgeschäfte tätigen konnte. Die Wirtschaftsverwaltung war in der Hand des Propstes, der von zwei Stiftsvorstehern unterstützt wurde. 1504 hatten der Bürgermeister und ein Richter der Altstadt Brandenburg diese Funktion inne. Sie dürften jedoch nur beratende Funktion gehabt haben, nahmen jedoch in Zeiten der Sedisvakanz des Propstamtes und zu Zeiten der Abwesenheit des Propstes seine Aufgaben war. Die stiftseigenen Weinberge am Harlungerberg bewirtschaftete ein Weinmeister. Interessanterweise war das Stift 1530 Gründungsmitglied der Winzergilde der Altstadt Brandenburg. Vermutlich in Eigenregie betrieben wurde auch eine Brauerei, für die ein Brauknecht angestellt war. 
Die Stiftsherren verkauften den Pilgern auch sog. Pilgerzeichen, die neben den Spenden ebenfalls eine Einnahmequelle waren. Bisher wurden aber noch keine Pilgerzeichen gefunden, die sich dem Wallfahrtsort auf dem Harlunger Berg zuordnen ließen.

## Auflösung
Im Auftrag des markbrandenburgischen Kurfürsten Joachim II. erfolgte 1541 die Kirchenvisitation. Die Stiftsherren nahmen jedoch die neue lutherische Kirchenordnung nicht an. Dies scheint zunächst noch keine Konsequenzen gehabt zu haben, denn der Propst nahm 1542 und 1543 noch an den brandenburgischen Landtagen teil. Im November 1543 beauftragte der Kurfürst den Anton von Warburg mit der Inbesitznahme des Stifts, die noch in diesem Jahr mit der gewaltsamen Beschlagnahme der Stiftsgebäude und des Stiftvermögens durch Anton von Warburg erfolgte. 1544 wurde das Stift für 5000 Taler auf fünf Jahre an Anton von Warburg verpfändet. Noch im selben Jahr klagte der Propst des Stiftes beim Reichskammergericht in Speyer auf Rückgabe. 
1546 plünderte Anton von Warburg die Stiftsbibliothek. 1549 wurde das Stift erneut und für weitere 15 Jahre an Anton von Warburg verpfändet. 1549 entschied der Kurfürst, aus dem Stiftsbesitz kein landesherrliches Amt zu bilden, sondern den Stiftsbesitz auf bestehende Ämter zu verteilen. 1550 konnte der Kurfürst schließlich nach längeren Verhandlungen das Pfand auslösen. 1551 übereignete er die Kirche und Stiftsgebäude dem Domkapitel auf der Burginsel. Danach begann der Verfall der Gebäude und der Kirche durch Vandalismus und Kirchenräuber. Ein vom Domstift eingesetzter Klausner war allerdings gegen weitere Diebstähle und Zerstörung machtlos. So wurden 1552 kupferne und bleierne Beschläge von den Türmen und Kellern der Kirche gestohlen. Kirche und Stiftsgebäude wurden 1552 dem Domstift wieder entzogen. Bereits 1564 wurde Baumaterial aus den Stiftsgebäuden für die Gebäude des Domstifts entnommen. 1568 erfolgte anscheinend noch einmal eine Sicherung der Gebäude. Nach dem Tod des brandenburgischen Kurfürsten Joachim II. begann man erneut, die Stiftsgebäude als Steinbruch zu benutzen. Schon um 1590 stand die Marienkirche ohne Dach da. Besonders in der Zeit zwischen 1610 und 1660 wurde das Ruinengelände zur Gewinnung von Baumaterialien genutzt; 166 wurden allein 6.000 Mauersteine abgefahren. 1722 wurde die Kirchenruine auf Befehl von König Friedrich Wilhelm I. abgerissen. Das gewonnene Material wurde zum größeren Teil zum Bau des Militärwaisenhauses in Potsdam verwendet, aber auch für den Bau von einigen Privathäusern. 1805 wurden schließlich letzte Schuttreste zum Bau der Chaussee von Brandenburg nach Plaue abtransportiert. 1874 bis 1879  wurde auf dem Harlungerberg ein Kriegerdenkmal errichtet. 1900 bis 1908 wurde das Gelände in einen Park mit Ausflugsrestaurant umgestaltet. Am Südabhang wurde die sog. Bismarckwarte errichtet. Das Kriegerdenkmal wurde 1945 zerstört und abgetragen, die Bismarckwarte 1974 abgerissen und durch einen Aussichtsturm ersetzt. Schon 1960 waren beim Bau eines Wasserbehälters auf dem Harlungerberg tiefgründig ein Großteil der Fundamente der Marienkirche beseitigt worden. Eine baubegleitende archäologische Untersuchung fand nicht statt. Lediglich die Baugrube wurde noch untersucht. Über einer spätslawischen Kulturschicht fand sich ein Brandhorizont, der auf die Zerstörung des Triglav-Heiligtums zurückgehen könnte. Jedoch wurden von diesem Heiligtum keine Spuren gefunden. Aufgrund der tiefgründigen Zerstörungen von 1960 sind vermutlich nur wenige Fundamentreste der Marienkirche im Boden verblieben. Das Aussehen wurde aber noch vor deren Abriss in den Jahren 1706 bis 1712 durch Alphonse des Vignoles dokumentiert.

## Belege